# Sierra de Orihuela
Sierra de Orihuela är en ås i Spanien. Den ligger i den sydöstra delen av landet, 300 km sydost om huvudstaden Madrid.